# Підлітки-мутанти Черепашки-ніндзя: Погром мутантів
«Підлітки-мутанти Черепашки-ніндзя: Погром мутантів» (англ. Teenage Mutant Ninja Turtles: Mutant Mayhem) — американський комп'ютерно-анімаційний супергеройський фільм, заснований на медіафраншизі Черепашки-ніндзя і однойменних персонажах, створених Кевіном Істменом і Пітером Лердом. Це сьома картина у серії фільмів про Черепашок-ніндзя, яка буде показана у кіно. Також це другий анімаційний фільм франшизи після мультфільму 2007 року. Режисерами виступлять Джефф Роу і Кайлер Спірс, а сценарій напише Брендан О’Брайен. За виробництво відповідатимуть студії Nickelodeon Animation Studio та Point Grey Pictures.
Після чотирьох років з моменту прем'єри бойовика Майкла Бея "Черепашки-ніндзя 2 " в 2016 році, в червні 2020 року майбутній генеральний директор Paramount Pictures Браян Роббінс анонсував розробку анімаційного фільму про чотирьох підлітків " аспекти героїв.
Прем'єра фільму у Сполучених Штатах відбудеться 2 серпня 2023 року, дистриб'ютором виступить Paramount Pictures.

## Український дубляж
Фільм дубльовано студією «Le Doyen» на замовлення компанії «B&H Film Distribution Company» у 2023 році.
- Режисер дубляжу — Павло Скороходько
- Перекладач — Федір Сидорук
- Звукорежисер — Михайло Угрин
- Координатор — Ірина Кодьман

Ролі дублювали:
- Алекс Степаненко — Донателло
- Руслан Драпалюк — Леонардо
- Володимир Гурін — Мікеланджело
- Арсен Шавлюк — Рафаель
- Єлизавета Зіновенко — Ейпріл
- Юрій Висоцький — Сплінтер
- Петро Крилов — Супермух
- Олена Узлюк — Синтія
- Павло Скороходько — Мондо
- Антоніна Хижняк — Психокрил
- Роман Молодій — Бібоп
- Сергій Кияшко — Рокстеді
- Валентин Міхієнко — Рей Філе
- Олександра Шабаліна — Шкіроголова
- Роман Чорний — Павук

А також: Михайло Войчук, Петро Сова, Дмитро Бузинський, Роман Солошенко, Дмитро Сова, Аліна Проценко, Марія Єременко, Анастасія Чумаченко, Артур Проценко, Марія Кокшайкіна, В'ячеслав Дудко, Вікторія Бакун, Владислав Михальчук та інші.

## Виробництво

### Розробка

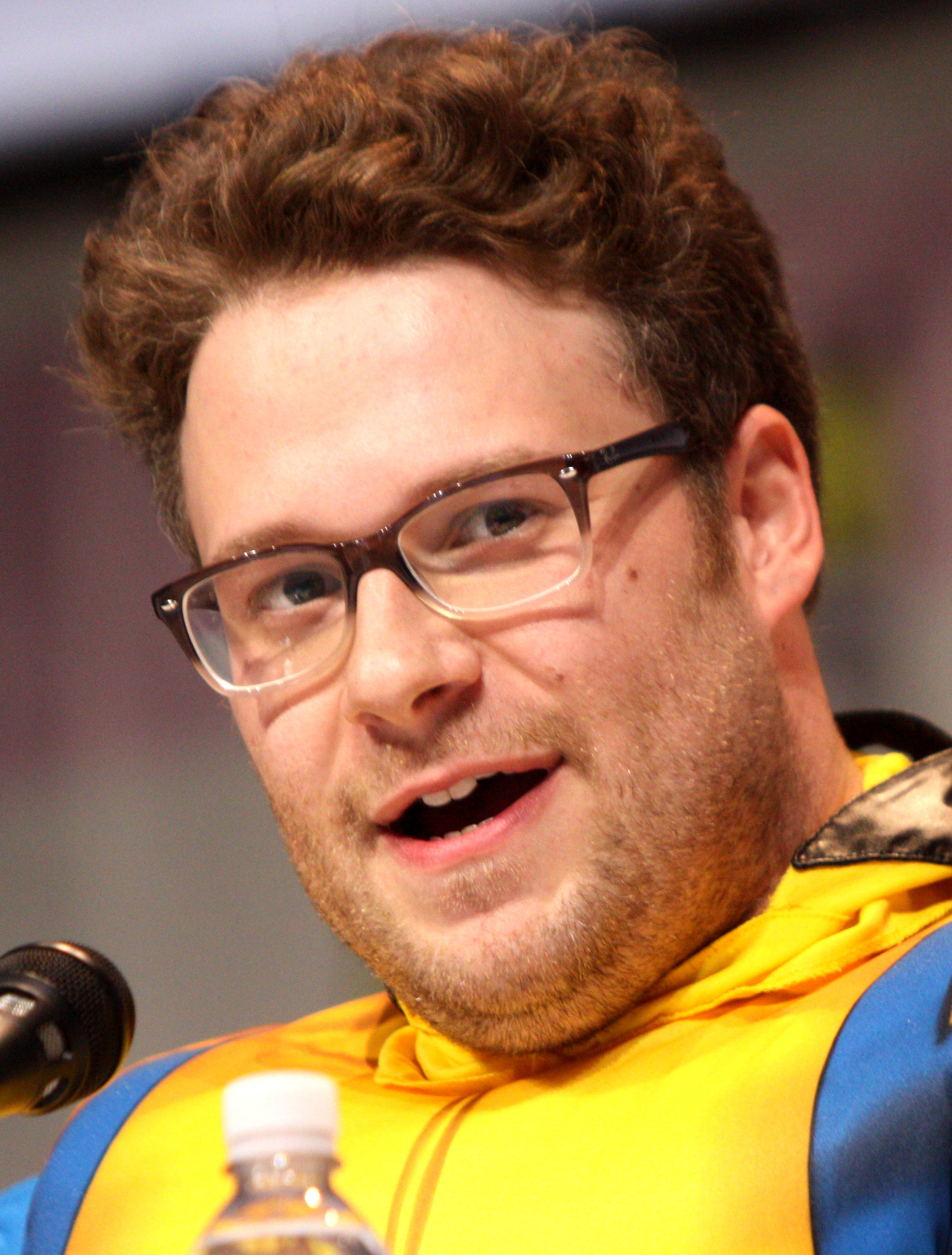
Продюсер мультфільму Сет Роген у 2013 році.

30 червня 2020 року було оголошено про створення комп'ютерного анімаційного фільму про Черепашок-ніндзя, який стане першою роботою Nickelodeon Animation Studio для Paramount, випущеної в кінотеатрах. Джефф Роу, найбільш відомий як співтворець мультфільму Sony Pictures Animation "Мітчелли проти машин " 2021 року, виступить режисером фільму, а Брендан О'Брайєн напише сценарій. Сет Роген, Еван Голдберг та Джеймс Вівер спродюсують мультфільм через свою компанію Point Grey Pictures, з якою О'Брайєн раніше працював над фільмами "Сусіди. На стежці війни " 2014 року та " Сусіди. На стежці війни 2 " 2016. За словами президента Nickelodeon Браяна Роббінса «залучення до екшену та гумору, що є невід'ємною частиною TMNT, обдарованих Сета, Евана та Джеймса зведе це переосмислення франшизи на новий рівень». Роу назвав «справжнім задоволенням» режисування фільму франшизи, шанувальником якої він був з дитинства. 4 серпня 2020 року, під час просування свого проекту " Американський огірочок ", Роген заявив, що в мультфільм будуть включені як класичні елементи франшизи, шанувальником якої він був протягом усього життя, так і свого роду відточені елементи з його попередніх фільмів, орієнтованих на підліткову аудиторію.
У червні 2021 року Роген опублікував у своєму Twitter-акаунті зображення, що містить шкільні нотатки Леонардо, дату виходу фільму та інші деталі. Пізніше, у жовтні того ж року, з'ясувалося, що робочою назвою мультфільму було «Черепашки-ніндзя: Наступний розділ». В інтерв'ю Variety 2021 року художник-постановник фільму Яшар Кассаї зазначив, що анімація мультфільму дозволяє розпізнати знайомі елементи франшизи, а стилістичні рішення лише посилюють її шарм. У лютому 2022 року було випущено концепт-арт, що ілюструє зовнішній вигляд членів команди. У липні 2022 року San Diego Comic-Con International співавтор франшизи Кевін Істмен похвалив творче бачення Рогена, який акцентував увагу на підлітковому віці персонажів. 4 серпня 2022 року, за рік до виходу фільму, Роген розкрив його офіційну назву — Черепашки-ніндзя: Погром мутантів.

### Акторський склад
Роген заявив, що вперше в історії франшизи всіх чотирьох Черепашок озвучуватимуть справжні підлітки, на відміну від дорослих акторів в інших версіях, щоб зберегти справжність підліткового духу в мультфільмі.

### Анімація
Робота над анімацією мультфільму розпочалася у вересні 2021 року. За графіку відповідала студія Mikros Image. Фільм містить CG-анімацію в 2D-стилі, що нагадує анімацію мультфільму "Людина-павук: Через всесвіт " 2018 року від Sony Pictures Animation, а його художній стиль був натхненний ескізними малюнками, які Роу малював у своєму шкільному зошиті в підлітковому віці.

## Рекламна компанія
На честь оголошення офіційної назви фільму 4 серпня 2022 року, на Канал- і Лафайєт-стріт у Нью-Йорку були виготовлені рекламні фрески. Playmates Toys випустить низку товарів по фільму, а Character Options забезпечить їх дистрибуцію у Великій Британії та Ірландії.

## Прем'єра
Прем'єра мультфільму «Черепашки-ніндзя: Погром мутантів» у США відбудеться 4 серпня 2023. Спочатку він мав вийти 11 серпня 2023.

## Майбутнє
У лютому 2022 року на заході інвесторів ViacomCBS було оголошено про розробку безлічі спін-оффів по франшизі. Кожен проект буде присвячений певному ворогові Черепашок. За виробництво відповідатиме Nickelodeon Animation Studio, а майданчиком для трансляції виступить Paramount+. У червні 2022 року Роббінс, зворушений любов'ю Рогена і Голдберга до «Черепашок-ніндзя», повідомив, що перезапуск стане першим компонентом потенційної франшизи.